# Gladys Cherono
Gladys Cherono (ur. 12 maja 1983) – kenijska lekkoatletka specjalizująca się w biegach długich. 
W 2012, jako pierwsza kobieta w historii, zdobyła złoto zarówno na 5000, jak i na 10 000 metrów podczas mistrzostw Afryki. Srebrna medalistka mistrzostw świata w Moskwie (2013). Dwukrotna złota medalistka mistrzostw świata w półmaratonie (2014).
Zdobywała złoto mistrzostw Kenii.

## Osiągnięcia
| Rok  | Impreza                           | Miejsce    | Konkurencja            | Pozycja    | Wynik    |
| ---- | --------------------------------- | ---------- | ---------------------- | ---------- | -------- |
| 2012 | Mistrzostwa Afryki                | Porto-Novo | bieg na 5000 metrów    | 1. miejsce | 15:40,04 |
| 2012 | Mistrzostwa Afryki                | Porto-Novo | bieg na 10 000 metrów  | 1. miejsce | 32:41,40 |
| 2013 | Mistrzostwa świata                | Moskwa     | bieg na 10 000 metrów  | 2. miejsce | 30:45,17 |
| 2014 | Mistrzostwa świata w półmaratonie | Kopenhaga  | półmaraton             | 1. miejsce | 1:07:29  |
| 2014 | Mistrzostwa świata w półmaratonie | Kopenhaga  | półmaraton (drużynowo) | 1. miejsce |          |

## Rekordy życiowe
- bieg na 10 000 metrów – 30:29,23 (2013)
- bieg na 10 kilometrów – 30:56 (2015)
- półmaraton – 1:06:07 (2016)
- maraton – 2:18:11 (2018)